# アウトサイダー〜闘魚〜
『アウトサイダー〜闘魚〜』（アウトサイダー とうぎょ）は、台湾GTVより放送されたテレビドラマ。全20話。日本では、WOWOWより2006年4月13日から放送開始された。関連書籍として、竹書房よりノベライズが出版されている。
なお、S・E・ヒントンの小説を原作としてフランシス・F・コッポラが監督した映画『アウトサイダー』 (The Outsiders) と『ランブルフィッシュ 』（Rumble Fish, 闘魚の意味）は本作品とは無関係である。

## ストーリー
幼い頃から実の兄弟のように育ったユーハオ、シャンツ、アーチーは不良として名だたる3人組だが、その真っ直ぐな姿勢と固く結ばれた絆は向かうところ敵なしだった。あるとき、3人のリーダー的存在・ユーハオが、かねてから因縁のつけられていたラオシュと傷害事件を起こし警察沙汰になると、偶然現場を通りかかった同じ高校に通う少女・ユーイェンの証言によって助けられる。不良と令嬢。生活格差が違いながらも同じ村に住む彼女に、ユーハオは幼い頃から憧れていたが、この出来事をきっかけに恋に落ちる。彼女の証言によって逮捕されたラオシュから、彼女の身に危険が及ぶことを恐れたユーハオはシャンツとアーチーを連れて彼女の護衛に翻弄することにする。当初は迷惑がっていたユーイェンだったが、彼らの行動の真意に心打たれ、そして彼女を思うユーハオの気持ちに気づくと心を通じさせるようになる。恋に落ちた2人は、共に歩むようになるが、その道は険しく、やがて2人と彼らを囲む人々の運命の歯車は狂い始めていくのだった。
- 第1話　命の恩人
- 第2話　新しい世界へのあこがれ
- 第3話　悲しみの決意
- 第4話　それぞれの道へ
- 第5話　勇気の選択
- 第6話　新しい生活
- 第7話　大きな代償
- 第8話　後戻りできぬ道
- 第9話　過去との決別
- 第10話　消えない傷跡
- 第11話　兄弟の再会
- 第12話　すれ違う心
- 第13話　邪悪な企て
- 第14話　暴かれた秘密
- 第15話　行き場のない思い
- 第16話　埋められない溝
- 第17話　届かぬ想い
- 第18話　悲しい別れ
- 第19話　恐ろしい陰謀
- 第20話　それぞれの未来

（WOWOW公式サイトより）

## 登場人物
- ユー・ハオ（于皓; ディラン・クォ）
眷村出身。空軍勤務だった父親が飛行機事故で他界したため母親と2人暮らしだったが、中学時代に母親が男と駆け落ちし、ひとりで暮らすようになる。以来、シャンツ、アーチーらと兄弟のように親密になる。アーチー、シャンツら親しい間柄の友人たちから「アーハオ」と呼ばれている。子供の頃からユーイェンに好意を寄せている一方、学校でも指折りの不良と噂され、そのボスと思われているが、本人は気にしていない。老人ホームに唯一の肉親である祖母がひとりいる。
- シャンヅ（單子; ラン・ジェンロン）
本名シャン・リージェ（單立傑）。眷村出身。ユーハオ同様不良だといわれているが、実は博学。冷静沈着な判断と行動で、ユーハオを補佐する。ひそかにユーイェンに思いを寄せているが、ユーハオとの友情と彼女の幸せのために胸のうちに留めている。
- アーチー（阿奇; マイケル・チャン）
本名ヤン・シュンチー（楊勳奇）。眷村出身。駄菓子屋の息子。子供時代に3人がかりでいじめられていたところをシャンツとユーハオに助けられ、以来友人に。喧嘩っ早い。学校でも指折りの不良。おちゃらけた性格で、若干空気が読めないところがある。
- ペイ・ユーイェン（裴語燕; アン・アン）
ニックネームはシャオイェンツ。眷村の入り口の長い垣根のある家に住むお嬢様。厳格な父と母の元で育つ。ピアノができ、得意な曲はベートーベンの『月光』。徐々にユーハオに惹かれていく。芯が強く、一度決めたことは貫き通す。
- ホントウ（紅豆; ジョエル・リョ）
本名ルー・チーホン（陸綺紅）。ユーハオらとは他校の女番長。ユーハオに気があるため、強引にユーイェンに嫌がらせをしていたが、ユーイェンの過失記録の一件から心を開く。根は優しい。男勝りの肝っ玉の持ち主。
- ラォシュ（老鼠; パン・ユン・ツ）
チンピラ。虚勢を張る。ユーハオらを目の敵にしている。アバウの手下となる。
- アー・フェイ
警察官。3人から「おやじさん」と呼ばれる、彼らにとっては父親のような存在。ユーハオらがトラブルに巻き込まれると何かと面倒をみている。
- アバウ（阿豹; アンガス・シェ）
通称バウ兄貴。ヤクザ。鷹組のボス。冷酷非情。
- ション
鷹組組長。本名ゲン・ジーション。台湾ヤクザ界の重鎮のひとり。フェイに借りがある。
- シャオ・シャオディエー
大陸から密航された娘。薬を飲まされて拉致され、台湾で人身売買されたとみられる。両親を亡くしている。容姿がユーイェンとよく似ている。
- アーミン
カラオケボックスのパーキングボーイ。
- トゥー教官
ユーイェンの学校の教官。素行の悪いユーイェンたちに冷たい。
- リョウ警官
ラオシュとユーイェンを事情聴取した警官。
- クラス委員
ユーイェンのクラスメート。ユーイェンにラブレターを渡す。弱腰の卑怯者。
- ダオバー
鷹組の若頭を殺った人物。ユーハオらの単独任務の相手。
- アーリー（阿力）
ションの右腕。指輪を回すのがクセ。
- アースー
アーチーの手下。
- シャオメイ
ユーイェンの友人。
- チャンジン
シャオディエーの友人。シャオディエーの帰省に同行したがために、彼女と共に台湾に密航されてしまった。